# Katoucha Niane
Katoucha Niane (Conakry, 23 ottobre 1960 – Parigi, 1º febbraio 2008) è stata una modella guineana naturalizzata francese, soprannominata La principessa fulana ed una delle prime top-model di colore.
Suo padre, Djibril Tamsir Niane, è uno storico ed autore teatrale.
Negli anni ottanta e nei primi anni novanta fu una delle più apprezzate top model: lavorò con Thierry Mugler, Paco Rabanne, Christian Lacroix e fu la musa di Yves Saint Laurent. Si ritirò dalle passerelle nel 1994.
Fu poi molto attiva nella lotta all'infibulazione, con l'organizzazione da lei fondata KPLCE - Katoucha pour la lutte contre l'excision. Da bambina, all'età di 9 anni, aveva infatti subito questa mutilazione sessuale, voluta dal padre per mantenere la tradizione. Racconterà le sue vicende in un libro, Dans ma chair.
Scomparve nella notte tra il 31 gennaio e il 1º febbraio 2008, mentre ritornava da una festa verso la sua casa galleggiante sulla Senna. La polizia temette subito che - volontariamente o per un incidente - fosse caduta nel fiume. Il suo corpo venne poi effettivamente lì ritrovato il 28 febbraio successivo.